# Aeroporto de São Raimundo Nonato
O Aeroporto de São Raimundo Nonato - Serra da Capivara (IATA: NSR, ICAO: SWKQ), é um aeroporto localizado no município de São Raimundo Nonato, no Piauí. Situado a 436 quilômetros da capital Teresina.

## História
As obras do aeroporto foram iniciadas em 2004. Após quase 12 anos do início das obras, o aeroporto foi inaugurado em 27 de outubro de 2015, ao custo de R$ 40 milhões. 
O terminal de passageiros possui o formato de um veado, que é símbolo do Parque Nacional Serra da Capivara.
É um aeroporto bastante estratégico por possibilitar a ligação de diversos estados do Brasil (Bahia, Pernambuco, Piauí, Maranhão, entre outros), o que facilita o desenvolvimento local bem como o turismo.

## Características
- Pista: 1.650 m x 45 m
- Pátio de Aeronaves: 12.000 m²
- Estacionamento de Aeronaves: 03 posições
- Terminal de Passageiros: 3.578 m²
- Coordenadas: Latitude: 9º 04' 58" S / Longitude: 42º 38' 40" W
- Classe: 3 C
- Elevação: 415 metros
- Natureza do Piso: Asfalto (ASPH)
- Designação da Pista: 16/34
- PAPI na Pista:  16
- Resistência do pavimento: PCN 34/F/B/X/T
- Condições Operacionais: VFR diurna/noturna

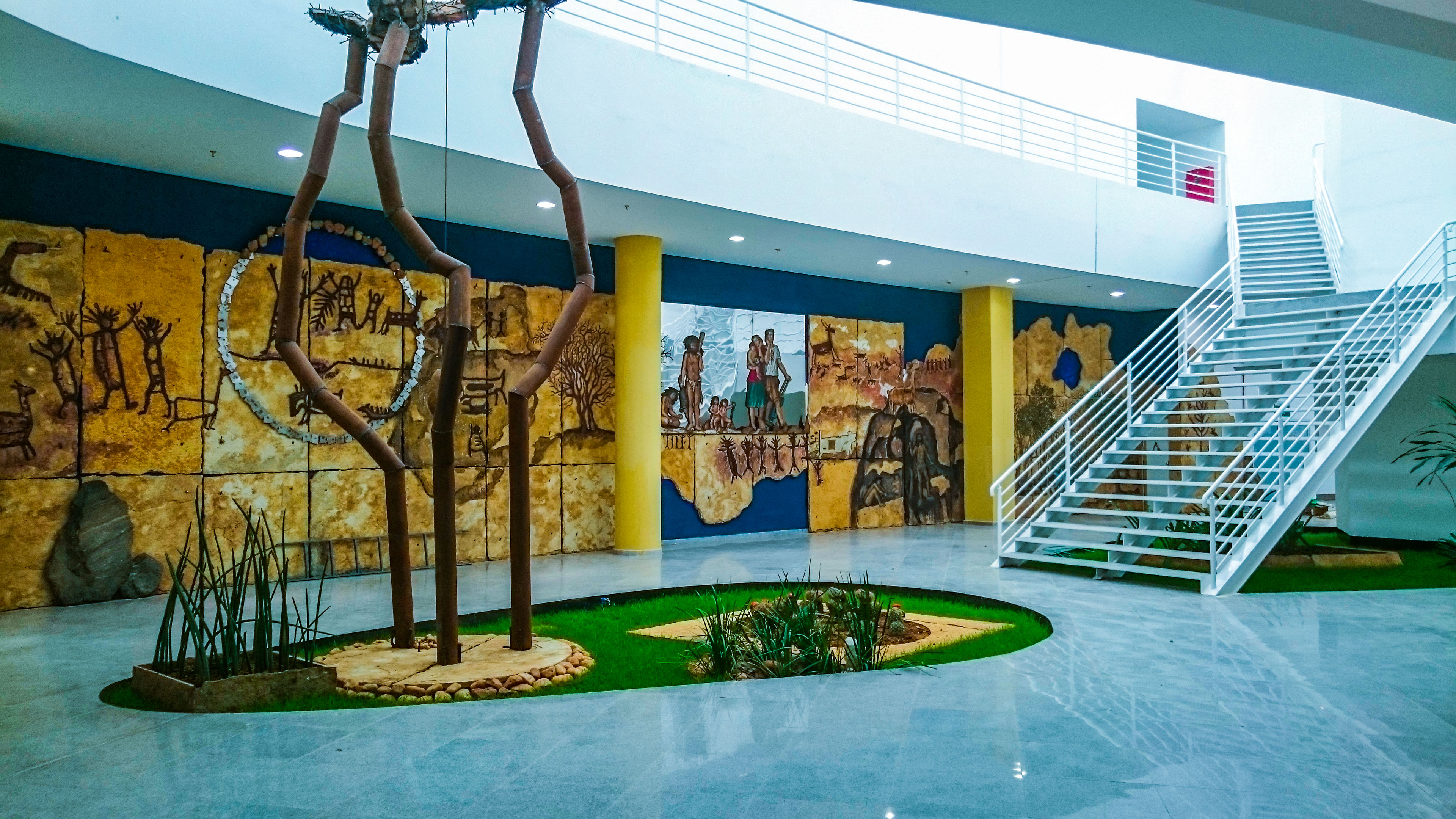
Saguão de Espera no interior no prédio

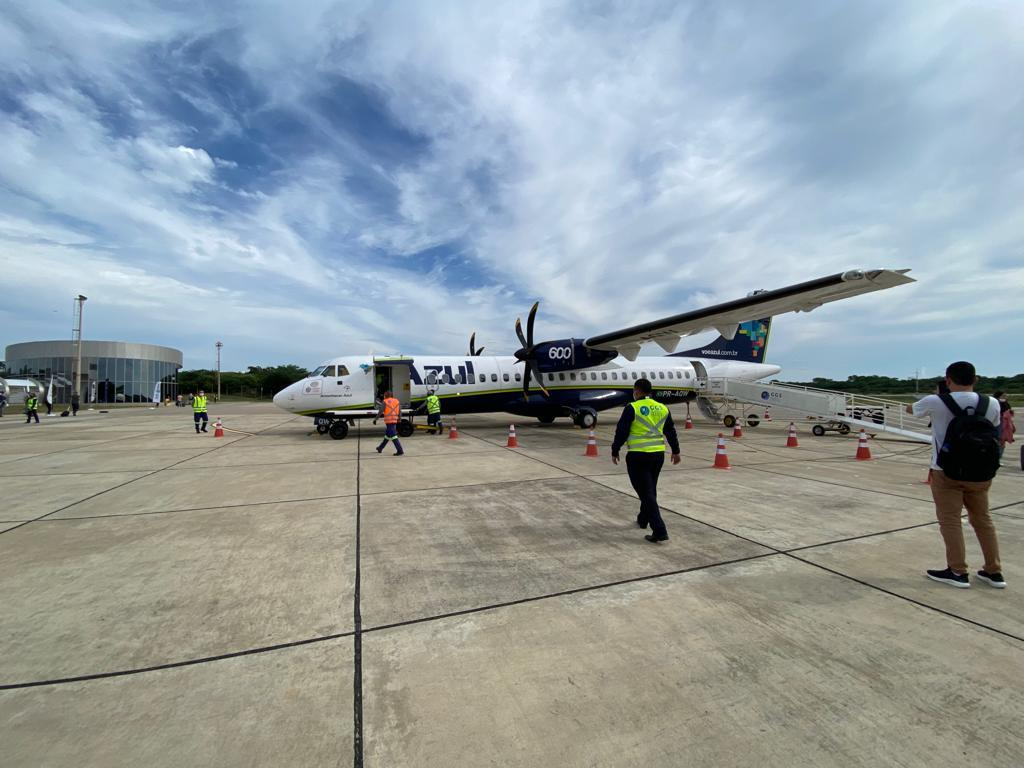
Azul no pátio do Aeroporto Serra da Capivara

- Combustível (Fuel): não tem